# 萨拉·埃德米斯顿
萨拉·埃德米斯顿（英語：Sarah Edmiston，1975年9月8日—），澳大利亚女子田径运动员。她曾代表澳大利亚参加2020年夏季残疾人奥林匹克运动会田径比赛，获得女子铁饼F64级铜牌。